# 林查班港
兰查邦，另译为“林查班”（Laem Chabang），台湾译为蘭加鎊，是泰国最大海港，曼谷外港之一。

## 历史
1998年开始投入商业运营。兰查邦是泰国最大的现代化、自动化、一体化深水港，也是泰国最重要的国际集装箱枢纽港，操作管理水平与港口基础设施标准规格均极高的东南亚地区的商业新港。該港位居泰国湾北部沿海，在泰国首都曼谷往南 110 公里、著名旅游胜地芭提雅往北15公里处，距芭提雅车程不到20分，是泰国港务管理局直属的深水国际贸易商港。
经过短短幾年的发展，兰查邦已从原来一个名不见经传、连地图上也很难找到的沿海小渔村，迅速发展成为泰国最重要的国际集装箱枢纽港，也是现代化、自动化、一体化操作管理水平与港口基础设施标准规格均极高的东南亚地区的商业新港。现已经成为东南亚地区影响力不断增强的集装箱枢纽港。据统计，兰查邦港现共有跨国物流公司外籍员工2万名，港口吞吐量世界排名二十位（2015年）。外籍员工居住地点多为芭堤雅，对芭提雅本地高端公寓租售市场有非常大的推动。
2014年泰国国家维和委员会拆除米轨铁路，将铁轨宽度改变为1435cm，并将昌孔-春武里府兰查邦（林查班）港线作为中泰两国物流运输试点。委员会还下令铁路机构在3个月内研究优缺点，预计项目建设费用将不低于50亿铢。
泰国军政府拟接轨中国铁路，将改变中国经济版图 （页面存档备份，存于）